# Abolizionismo del mercato
L'abolizionismo del mercato o abolizione del mercato è un'opinione secondo la quale il mercato, nel senso economico del termine, dovrebbe essere completamente eliminato dalla società. Gli abolizionisti del mercato argomentano che i mercati sono moralmente ripugnanti, antisociali e in ultima analisi incompatibili con la sopravvivenza umana e dell'ambiente.

## Sostenitori
Michael Albert, creatore di Znet, ideatore, insieme ad altri, dell'economia partecipativa, considera sé stesso un abolizionista del mercato e un sostenitore della pianificazione democratica  partecipativa come sostituto del mercato. Lui e molti colleghi, tra cui Robin Hahnel, hanno elaborato la teoria della "parecon" (o economia partecipativa) attraverso libri, su Znet, e su Z Magazine.
È da notare che Noam Chomsky è uno di quegli intellettuali che hanno espresso l'opinione che un mercato veramente libero potrebbe distruggere le specie e l'ambiente. Anche lui sostiene un processo di pianificazione democratica partecipativa come sostituto del mercato. https://web.archive.org/web/20130116194522/http://www.chomsky.info/audionvideo/19700216.mp3]

## Critiche
Economisti come  Milton Friedman, Friedrich Hayek e Brink Lindsey argomentano
che, se il mercato fosse eliminato, assieme alla proprietà, ai prezzi e ai salari, sarebbe eliminato anche il modo di trasmissione delle informazioni e ne risulterebbe un sistema altamente inefficiente a trasmettere valore, offerta e domanda di beni, servizi e risorse. 
Le opinioni dei critici su ciò che potrebbe succedere varia tra,diversi scenari, dal mero disastro, alla fame diffusa, fino al totale collasso della civiltà umana.
I Mutualisti come Kevin Carson propugnano il  "Socialismo di libero mercato" basato sull'economia del dono  (non la stessa cosa del socialismo di mercato) come alternativa sia al capitalismo sia al Socialismo di Stato, notando che un sistema decentralizzato potrebbe autoregolamentarsi.